# فرزندان زمین
فرزندان زمین (انگلیسی: Earth's Children)، مجموعه‌ای از رمان‌های حماسی (ژانر) و داستان تاریخی (یا دقیق‌تر، داستان‌های پیش از تاریخ) نوشته شده توسط جین ام. آئول به‌طور تقریبی در مورد حدود ۳۰۰۰۰ سال پیش از امروز است.